# Central nuclear de Monticello

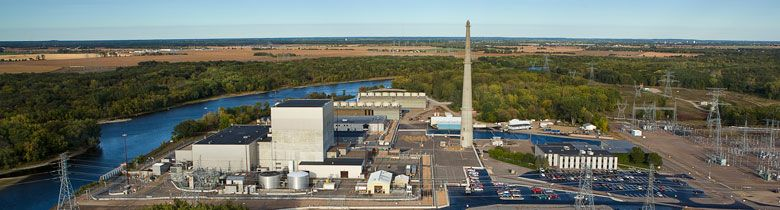
Vista de la central nuclear de Monticello

La central nuclear de Monticello es una instalación generadora de electricidad situada en Monticello, Minnesota a las orillas del río Misisipí. El emplazamiento, que empezó a funcionar en 1970, tiene un solo BWR) de General Electric diseño BWR-3 que genera 553 megavatios. Es propiedad de la Northern States Power Company (NSP), hoy una subsidiaria de Xcel Energy, y su funcionamiento corre a cargo de Nuclear Management Company (NMC).
El 9 de noviembre de 1971, una instalación de almacenaje de agua de la planta se desbordó, liberando 190 m³ de agua de residuo radioactiva en el Misisipí. Posteriormente, algunas sustancias radioactivas entraron en el sistema de agua de St. Paul.
Actualmente el reactor está autorizado para funcionar hasta el 2010, a pesar de que Xcel ha solicitado una prórroga. También es probable que, en los próximos años, la instalación inicie el almacenaje de sus residuos nucleares en cascos secos de acero en el propio emplazamiento, como lo ha estado haciendo desde los años 90, río abajo, la central nuclear de Prairie Island.